# Бонецци, Бернардо
Бернардо Сильвано Бонецци Наон (исп. Bernardo Silvano Bonezzi Nahón; 6 июля 1964, Мадрид, — 30 августа 2012, там же) — испанский композитор. Писал музыку для группы Zombies, для кинематографа; в 1995 году стал лауреатом премии «Гойя» за саундтрек к фильму «Никто не расскажет о нас, когда мы умрём». В последние годы жизни писал инструментальную музыку.

## Биография
Сын итальянца и бразильянки, Бонецци начал играть на гитаре в 6 лет. В 8 лет он увлекся творчеством Roxy Music, T. Rex и Дэвида Боуи, несмотря на трудности, связанные с доступностью их произведений во франкистской Испании. В 10 лет начал сочинять музыку, а в 1978 году, ещё не достигнув 14 лет, основал группу Zombies, ставшую одним из заметных явлений культурного движения мадридской молодежи «Movida Madrileña» (самого Бонецци называли «Моцартом „Movida Madrileña“»). Их первый сингл «Groenlandia» стал одним из самых популярных в то время. Они записали два альбома: Extraños juegos в 1980 и La muralla china в 1981 году.
В 1982 году группа распалась, после чего Бонецци написал музыку для вышедшего в том же году второго полнометражного фильма Педро Альмодовара «Лабиринт страстей». Так началась его карьера в кино.
В 1983 году он выпустил макси-сингл «Las diez mujeres más elegantes», а в 1984 году альбом Bonezzi-St. Louis, записанный совместно с ямайским поп-певцом Диди Сент-Луисом. Эти две работы не удовлетворили Бонецци, и он решил сосредоточиться на музыке для театра, телесериалов и кинематографа. Он написал более 40 саундтреков, получил признание у музыкальных критиков и четырежды номинировался на премию «Гойя» за фильмы «Женщины на грани нервного срыва» (1989), «Все что угодно за хлеб» (1992), «Никто не расскажет о нас, когда мы умрем» (1995, стал лауреатом) и «Нет вестей от Бога» (2002). Стали популярными и некоторые его мелодии для телевидения (например, из сериала «Дежурная аптека»).
Бонецци был самым молодым в истории членом административного совета общества SGAE, занимающегося вопросами охраны авторских прав в Испании.
В 2002 году он оставил работу в кино и в 2004 году выпустил альбом La hora del lobo, ставший первой частью своеобразной трилогии. В 2006 году он продолжил её альбомом La hora azul, созданным под влиянием фильмов Ингмара Бергмана и Эрика Ромера, а в 2007 году выпустил заключительный диск трилогии La hora del té, в котором он экспериментировал с музыкой других культур, главным образом восточных. Его последний альбом, в который наряду с инструментальными композициями вошли поп-песни, вышел в 2012 году под названием La esencia de la ciencia.
30 августа 2012 года Бонецци был найден мертвым в своей мадридской квартире.

## Дискография

### В составе группы Zombies
- Extraños juegos (RCA Records, 1980)
- La muralla china (RCA Records, 1981)

### С Диди Сент-Луисом
- Bonezzi-St. Louis (CBS Records, 1984)

### Сольные работы
- Макси-сингл «Las diez mujeres más elegantes» (CBS Records, 1983)
- La hora del lobo (Karonte, 2004)
- La hora azul (Karonte, 2006)
- La hora del té (Karonte, 2007)
- El viento sopla donde quiere (Ikiru Music, 2010)
- La esencia de la ciencia (Ikiru Music, 2012)
- Esencias (Ikiru Music, 2012)

## Фильмография
- Лабиринт страстей (1982)
- ¿Qué he hecho yo para merecer esto? (1984)
- Матадор (1986)
- Rumbo norte (1987)
- Закон желания (1987)
- Barrios altos (1987)
- No hagas planes con Marga (1988)
- La mujer de tu vida: La mujer feliz (1988)
- Bâton Rouge (1988)
- La boca del lobo (1988)
- Женщины на грани нервного срыва (1988)
- Ovejas negras (1989)
- Todo por la pasta (1990)
- Don Juan, mi quierdo fantasma (1990)
- El laberinto griego (1991)
- Shooting Elizabeth (1992)
- El cianuro, ¿solo o con leche? (1993)
- Все вы, мужчины, одинаковые / Todos los hombres sois iguales (1994)
- По рукам и ногам (1994)
- Morirás en Chafarinas (1995)
- Boca a boca (1995)
- Nadie hablará de nosotras cuando hayamos muerto (1995)
- Mirada líquida (1996)
- Cuestión de suerte (1996)
- El amor perjudica seriamente la salud (1996)
- Hola, ¿estás sola? (1996)
- Corsarios del chip (1996)
- Entre las piernas (1999)
- Полдень с Гауди (2001)
- Mi marido es una ruina (2001)
- Нет вестей от Бога (2001)
- Desafinado (2001)
- El amor imperfecto (2001)
- Дежурная аптека (2010, телевизионный)
- Lo que tú me has hecho no me lo ha hecho nadie (2012, короткометражный)

## Телесериалы
- La edad de oro (1983, 1985)
- De la mano de (1985)
- Gatos en el tejado (1988)
- Дежурная аптека (1991—1995)
- Queridos cómicos (1992)
- Canguros (1994—1996)
- Todos los hombres sois iguales (1996—1998)
- Hermanas (1998)
- La tele de tu vida (2007)